# Marie Mahabir
Bản mẫu:Infobox bodybuilder Marie Laure Mahabir là một vận động viên thể hình chuyên nghiệp đã giải nghệ và huấn luyện viên cá nhân đến từ Tây Ấn thuộc Pháp. Là một người theo đuổi thể hình chuyên nghiệp, cô trở nên nổi tiếng với sự phát triển của ngực cơ bắp, bắp tay, và cơ lưng. Thành tích cao nhất của cô với tư cách là một vận động viên thể hình chuyên nghiệp đã lọt vào top 5 tại cả cuộc thi Ms International và Ms Olympia năm 1994. Ngày nay Mahabir sống ở Pháp và làm huấn luyện viên cá nhân.

## Tiểu sử
Marie Mahabir được sinh ra ở Le Moule; một cảng ở Guadeloupe ở Tây Ấn thuộc Pháp. Khi còn trẻ, gia đình Tây Ấn của cô chuyển đến Quần đảo Guadeloupe ở Caribbean vào cuối thế kỷ 19, nơi các đồn điền cần nguồn lao động sau khi bãi bỏ chế độ nô lệ. Sinh ra trong một gia đình lớn gồm năm trai và hai gái, Marie đã qua những năm đầu đời ở Le Moule. Cha mẹ cô li dị khi cô mười tuổi. Mẹ cô đã tái hôn với một người nghiệp dư về thể hình và chuyển đến Les Abymes cùng các con. Được khởi xướng bởi người cha dượng, Marie bắt đầu tập thể hình ở tuổi thiếu niên.
Cô kết bạn với nhà vô địch WABBA Raymond Jollet, người đã phát triển sự nghiệp của cô và trở thành cố vấn của cô.
Mahabir nhanh chóng tìm cách làm chủ niềm đam mê mới của mình và nhanh chóng tìm cách thăng hạng nghiệp dư bằng cách giành danh hiệu Ms Guadeloupe năm 1984 và Giải vô địch vóc dáng thế giới 1985, 86 và 87 NABBA. Cô sớm chuyển sang thi đấu chuyên nghiệp và chuyển sang IFBB vào năm 1989. Sau khi chuyển sang thi đấu chuyên nghiệp vào năm 1987, Laure quyết định chuyển đến Pháp để tiếp tục sự nghiệp của mình như một vận động viên thể hình. Cô chuyển đến Paris năm 1989, nơi cô sớm trở thành một huấn luyện viên cá nhân nổi tiếng và được nhiều người tìm kiếm. Ở đó, cô kết bạn với Momo Benaziza, người mà cô giữ một tình bạn thân thiết cho đến khi anh qua đời. Tại Pháp, Marie tiếp tục thi đấu thường xuyên sau khi tham gia IFBB vào năm 1989. Vào thời kỳ đỉnh cao của sự nghiệp, cô đã đạt được vị trí thứ năm tại cả cuộc thi Quý Bà Quốc tế và Ms Olympia năm 1994; hai cuộc thi danh giá nhất dành cho một nữ vận động viên thể hình chuyên nghiệp trên thế giới. Sau khi xếp thứ 13 tại cuộc thi Ms Olympia năm 1995, Mahabir đã giải nghệ từ môn thể hình cạnh tranh.
Trong một cuộc phỏng vấn năm 1993 với Musclemag International, cô bày tỏ mong muốn trở thành một giáo viên của trường.

## Lịch sử cuộc thi
- 1984 Bà Guadalupe, thứ 1
- 1985 Giải vô địch vóc dáng thế giới NABBA, hạng 1
- 1986 Giải vô địch vóc dáng thế giới NABBA, hạng 1
- Giải vô địch thể hình thế giới NABBA 1987, hạng 1
- 1989 Giải vô địch thế giới IFBB, lần thứ 10
- 1989 IFBB Ms Olympia, ngày 9
- 1990 IFBB Ms Olympia, lần thứ 8
- 1991 IFBB Grand Prix Ý, hạng 3
- 1991 IFBB Ms International, lần thứ 5
- 1991 IFBB Ms Olympia, ngày 12
- 1991 IFBB Quý Bà Quốc tế, ngày 9
- 1991 IFBB Jan Tana Pro Classic, ngày 12
- 1993 IFBB Ms Olympia, ngày 16
- 1994 IFBB Ms International, lần thứ 4
- 1994 IFBB Ms Olympia, lần thứ 4
- 1995 IFBB Ms Olympia, ngày 13

## Trang web tham khảo
1. 1 2  Musclememory (2005). "Marie Mahabir". Muscle Memory. Truy cập ngày 22 tháng 12 năm 2007.

## liên kết ngoài
- Bộ nhớ cơ bắp: Marie Mahabir